# 扇大橋

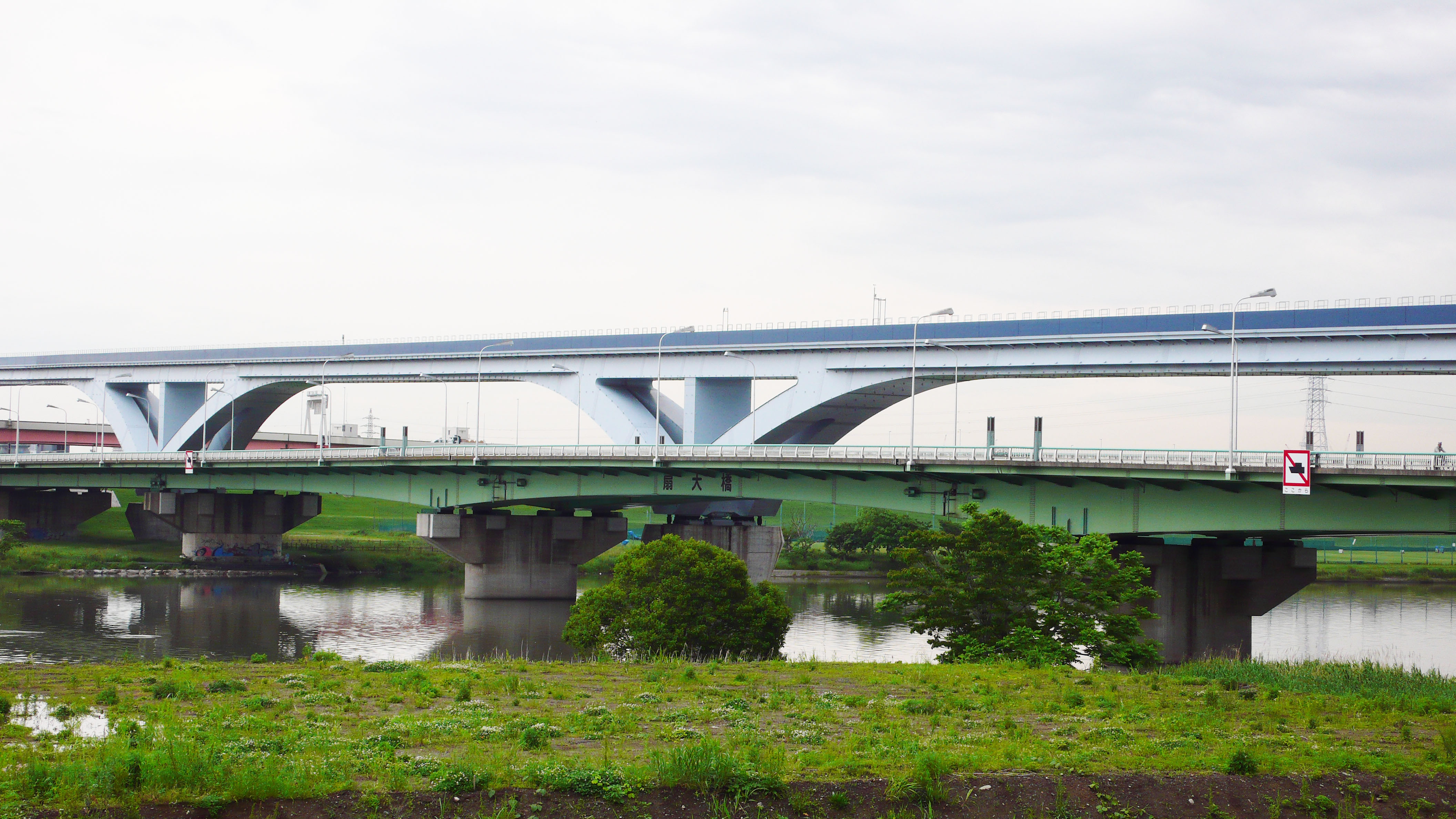
東京都足立区小台から見た扇大橋。高い橋は日暮里・舎人ライナー荒川橋梁（2008年5月）

扇大橋（おうぎおおはし）は、荒川（荒川放水路）に架かる東京都道58号台東川口線（都市計画道路放射11号尾久橋通り）の橋である。事業中は本木橋梁の仮称が与えられていた。

## 概要
荒川河口から15.5キロメートルの位置に架かる橋で、左岸側堤内地には取り付け道路の斜路があるが、右岸側では隅田川に架かる尾久橋と直接接続している。すぐ下流側には日暮里・舎人ライナーの荒川橋梁が並行して架橋されており、南詰に足立小台駅、北詰に扇大橋駅がある。左右両側に自転車通行可の歩道が設けられている。橋は前後のアプローチ区間も含め自転車の車道走行が禁止されており、その旨を示す道路標識も橋の入口に設置されている。
橋の管理者は東京都である。また、防災拠点等に緊急輸送を行なうための、東京都の特定緊急輸送道路に指定されている。都営バスの里48系統路線の走行経路である。左岸側は足立区扇、右岸側は足立区小台で、橋名は左岸側の地名にちなむ。

### 諸元
- 橋格: 1等橋[5]
- 構造形式: 3径間連続鋼ゲルバー式桁[5]/連続箱桁橋[6]
- 橋長: 445.4 m[3]（河川区域外のアプローチ区間を含めると625.0 m[6]。）
- 幅員: 26.0 m[3]
- 最大支間長: 90 m[6]
- 竣工: 1974年（昭和49年）[6][注釈 1]

## 歴史
扇大橋は1974年（昭和49年）竣工され、1975年（昭和50年）7月1日下り線のみで暫定開通した。
開通式は「扇町の祝賀協賛会」主催で午前10時より挙行され、正午に橋は一般開放された。なお上り線は1979年に架橋されている。

## 周辺
橋付近は住工が混在した市街地となっている。また、スーパー堤防化事業や五色桜に由来する桜の植樹事業が行なわれている。
- 荒川江北橋緑地 - 河川敷に所在
- 都立尾久の原公園
- 扇大橋駅
- 足立小台駅
- 熊野前駅
- 扇大橋出入口
- 足立区立扇小学校
- 足立区立寺地小学校
- 首都大学東京荒川キャンパス（健康福祉学部）
- 浄土宗 木余り 性翁寺
- 性翁寺「木余堂会館」（貸斎場、家族葬）
- 荒川サイクリングロード

## 路線バス
- 都営バス
  - 里48　日暮里駅 - 熊野前 - 江北六丁目団地 - 舎人公園 - 見沼代親水公園駅
  - 里48-2　日暮里駅 - 熊野前 - 江北六丁目団地 - 加賀循環

## 隣の橋
- 荒川

（上流） - 五色桜大橋 - 江北橋 - 扇大橋 - 日暮里・舎人ライナー荒川橋梁 - 西新井橋 - （下流）